# Horezm
Horezm (tudi Horezem in Kvarizem) je bila pokrajina ob spodnjem toku Amu Darje južno od Aralskega jezera v današnjem Uzbekistanu, Tadžikistanu, Turkmenistanu in severnem Iranu. Proti zahodu je preko planote Ust-Urt verjetno segala vse do obale Kaspijskega jezera. Proti jugu je mejila na Veliki Horasan, na jugo vzhodu na Kangdžu in Sogdijsko Transoksanijo, na severu na kraljestvo Alanov, na severo vzhodu pa na kraljestvo Hunov. Glavno mesto je bil Konje Urgenč (Stari Urgenč). V 17. stoletju so glavno mesto prenesli v Hivo in Horezm je postal znan kot Hivski kanat.

## Imena in etimologija
Horezm je bil znan tudi kot Čorasmia, Kvarezmia, Hvarizm, Hvarazm, Horezm, Horesm in Horasam. arabski geograf Jakut al-Hamavi je v svojem delu Mu'jem al-baladan napisal, da je ime Hvarezm sestavljeno iz perzijskih besed Hvar (خور) in -razm (زم) in se nanaša na 'kuhano ribje meso', ki je bilo glavna hrana tukajšnjih prebivalcev. 
C. E. Bosworth se s to trditvijo ne strinja in pravi, da (خور) pomeni 'Sonce', (زم) pa 'Zemljo'. Sestavljenka torej pomeni dežela, v kateri vzhaja sonce. Bolj natančna bi lahko bila iranska sestavljenka iz besed hvar/har, ki pomeni 'nizek' in zam/zem, ki pomeni 'zemljo, deželo'. Pomenila bi torej 'nižavje' in Horezm je resnično najnižji del osrednje Azije, če izvzamemo Kaspijsko jezero na skrajnem zahodu. Različice besed hvar/har/hor se pogosto uporablja tudi v Perzijskem zalivu za ravnice in zalive, ki jih zaliva plima in močvirja, na primer Khor Musa, Khor Abdalah, Hor al-Azim, Hor al-Himar itd. Ime se pojavlja tudi v ahemenidskih napisih kot Huvarazmiš in pomeni del Ahemenidskega cesarstva. Če izvzamemo obdobje Partov in Selevkidov, ko so Horezmu vladali lokalni vladarji, je bil Horezm vse do leta 1878, ko je celotno ozemlje zasedla carska Rusija, politično bolj ali manj sestavni del Perzije: kot satrapija, združenje kanatov, sestavni del Velikega Horasana ali samo provinca. Horezm je vedno spadal in še spada v perzijski kulturni krog.
Mnogo strokovnjakov meni, da se stara avestska besedila Arijaneh Vaedže oziroma Iran vidž nanašajo prav na Horezm. Ti viri trdijo, da je dolgoletno glavno mesto Horezma Stari Urgenč pravzaprav Urva, osma dežela Ahura Mazde, ki se v pahlavijskih besedilih omenja kot Vendidad. Kakor koli že, Michael Witzel, raziskovalec zgodnje indo-evropske zgodovine, je prepričan, da je bil Iran vidž v današnjem Afganistanu, njegovi severni deli pa so bili del Horezma oziroma Velikega Horasana. Nekateri drugi strokovnjaki se s tem ne strinjajo. Zgodovinar Elton L. Daniel z Univerze Havajev je prepričan, da je bil Horezm prvotna domovina Avestov, Dehkoda pa Horezm imenuje »مهد قوم آریا« - 'zibelka arijskih plemen'.

## Zgodnja zgodovina
Tolstov (1907–1976), vodja sovjetske arheološko-etnografske odprave v Horasan leta 1945–1948, v svoji knjigi Stari Horezm (Moskva 1948) trdi, da so bili prvi prebivalci tega področja Huriti iz Kavkaške Iberije in besedo Horezm razlaga kot 'dežela Hurijcev'. Prva znana vladarja sta bila Sijavus v 7. stoletju pr. n. št. in Aurvat-Aspa iz približno 6. stoletja pr. n. št. Podatki niso povsem zanesljivi, ker je datiranje zelo težavno. Najzgodnejši prebivalci so bili vsekakor iranskega porekla in so govorili vzhodno iranski horezmski jezik. Slavni znanstvenik al-Biruni, po poreklu iz Horezma, je v svojem delu Athar ul-Bakijah (الآثار الباقية عن القرون الخالية) na strani 47 zapisal: »Očetje [predniki] Horezmijcev so bili po poreklu iz [pokrajine] Perzije.«
Drugi geografi, na primer Istahkri v knjigi Al-masalik wa al-mamalik, omenjajo Horezm kot del Horasana in Transoksanije.

## Klasično obdobje
V obdobju Ahemenidov je Horezmu in vzhodnima provincama Baktriji in Karmaniji vladal Smerdis/Bardiya. Perzijski pesnik Firduzi v svojem epu Šahname pogosto opisuje perzijski mesti Afrasiab in Čač.
Ko je kralj Horezma leta 328 pr. n. št. ponudil zavezništvo Aleksandru Velikemu, ga grški in rimski biografi prikazujejo kot nomadskega kralja obširne puščave. Sodobni ruski arheologi 20. stoletja so odkrili, da je bilo kraljestvo stabilno in centralizirano in da so se vzhodno od Aralskega jezera ukvarjali s poljedelstvom. Kraljestvo je bilo obkroženo z nomadi iz osrednje Azije, ščitila pa ga je vojska oklepljenih konjenikov. Bilo je najmočnejše kraljestvo severo zahodno od Amu Darje, ki se je v antičnih časih imenovala Oxus. Kraljevi odposlanci so ponudili Aleksandru Velikemu, da bi njegovo vojsko vodili proti svojim nasprotnikom na zahod proti Kaspijskem jezeru in Črnem morju, vendar je Aleksander ponudbo odklonil.
Med vladanjem rodbin Arsakidov in Selevkidov je bil Horezm večinoma neodvisen, med vladanjem Bahrama II. pa je bil s sosednjo Baktrijo del Sasanidskega cesarstva. Jakut al-Hamavi pravi, da je bil Horezm celo regionalno središče Sasanidskega cesarstva. Ko govori o pred-islamskem Horezmskem kanatu ali Horezmskem emiratu ali celo o Horezmskem imperiju, prav gotovo govori o Horezmu kot delu Iranskega (Perzijskega) cesarstva, tako kot pravita tudi al-Biruni in Ibn Khordadbegh. Perzijska pisava pahlavi, ki so jo uporabljali v perzijski državni upravi, je skupaj s staro perzijskim jezikom prodrla tudi v Horezm in v 2. stoletju n. št. služila kot prva lokalna pisava. Horezmski šahi, med njimi Ala ad-Din Tekiš (1172–1200), so vse svoje dokumente, tako upravne kot splošne, pisali v perzijskem jeziku, kar potrjuje al-Birunijeve trditve.

## Srednji vek
Al-Biruni pravi, da je na tem ozemlju od 4. do 8. stoletja n. št. vladala dinastija Afrigidov. Uporniško kraljestvo okrog Hive leta 410 ustanovila avarska plemena, verjetno pod vplivom Heftalitov. Prebivalce so Ogri imenovali Hvalisi ali Kalizi po najbolj vzhodnih madžarskih Kabarih, ki so živeli v karpatski Galiciji. Imenovali so jih tudi Khalisioi (grško) in Hvalis (rusko) in so jih pogosto povezovali s Hazari. Imeli so tudi številna kitajska imena: Čján, Guòlì, Hūsìmì, Huǒšún, Huòlìšímíkjé in Huālázǐmó. Zadnje ime je sodobno kitajsko ime Horezma. Etimologija teh imen ni znana, lahko pa bi se nanašala na »kraljestvo ob Aralskem jezeru« ali »ljudstvo Hua«.
Ko je Horezm postal del svilne poti, je postal znan tudi drugje po svetu in je v različnih jezikih dobil različna imena. 
V poznem 7. stoletju so Horezm osvojili arabski Abasidi. V tem obdobju se je v Horezmu rodil slavni perzijski matematik, ki se je po svoji domovini imenoval Al Hvarizmi. Nekateri zgodovinarji trdijo, da so bili Horezmijci ljudstvo, ki se bizantinskih virih tistega časa imenujejo Halizijci. 
V 11. stoletju je bilo ustanovljeno Horezmsko cesarstvo, ki je v času šaha Alah al-Din Muhammada II obsegalo celo Perzijo. Okrog leta 1141 je Horezmu zavladal Jelü Daši in ustanovil Karakitajski kanat. V letih 1218–1220 so v osrednjo Azijo vdrli Džingiskan in Mongoli in uničili Karakitajski kanat in Horezmsko cesarstvo skupaj z njegovim glavnim mestom Konje Urgenč.

## Sodobno obdobje
Po prihodu Mongolov je Horezm postal del Jagatajskega kanata. Glavno mesto Konje Urgenč so obnovili in spet je postalo eno največjih in najpomembnejših trgovskih središč v osrednji Aziji. Timurlenk je imel Horezm za velikega tekmeca Samarkanda, zato je proti njemu sprožil pet vojnih pohodov in leta 1388 ponovno popolnoma porušil Konje Urgenč. V tistem času je reka Amu Darja popolnoma spremenila svoj tok in središče Horezma so preselili v Hivo. V 16. stoletju je zato postal znan kot Hivski kanat, ki mu je vladala dinastija astrahanskih Džingisidov.
Med vladavino Petra Velikega so na obrežjih Amu Darje odkrili zlato, istočasno pa je Carska Rusija hotela odpreti trgovsko pot do Indije. Odpravili so se na oboroženo trgovsko odpravo, ki jo je vodil princ Aleksander Bekovič-Čerkasov. Odpravo je Hivski kanat odbil.
Carja Aleksander II. Ruski in Aleksander III. Ruski sta se zelo trudila, da bi ozemlje priključila carski Rusiji, sta takoj našla izgovor za vojaški pohod: osvoboditi je treba slovanske sužnje v Hivi in preprečiti nadaljnji lov in trgovino z njimi. Kmalu za tem so se ruski interesi v regiji začeli križati z enakimi interesi Britanskega imperija in leta 1839 je izbruhnila prva anglo-afganska vojna.
Zaradi ruskega prodiranja v Turkestan, se pravi tudi v Horezm, se je ozemlje Hivskega kanata počasi krčilo. Kanat je leta 1873 podpisal z Rusijo mirovni sporazum in postal kvazi neodvisen ruski protektorat. 
Ko so v oktobrski revoluciji leta 1917 v Rusiji prišli na oblast boljševiki, so na ozemlju nekdanjega Hivskega kanata ustanovili Sovjetsko ljudsko republiko Horezm. Leta 1924 so republiko ukinili in njeno ozemlje razdelili med Turkmensko in Uzbeško sovjetsko socialistični republiko (SSR). 
Obsežno zgodovinsko ozemlje se je za tem še naprej delilo: severni Horezm je postal Uzbeška SSR, zahodni del Turkmenska SSR (leta 1925) vzhodni del pa Tadžiška SSR (leta 1936). Po razpadu Sovjetske zveze leta 1991 so se socialistične republike preimenovale v Uzbekistan, Tadžikistan in Turkmenistan. Južni Horezm je danes del Irana. Največ starih horezmskih mest je v uzbekistanski provinci Horezm. 
Na ozemlju nekdanjega Horezma danes živijo različni narodi: Uzbeki, Karakalpaki, Turkmenci, Perzijci, Tadžiki in Kozaki.